# Капитан Крокус и тайна маленьких заговорщиков
«Капитан Крокус и тайна маленьких заговорщиков» — советский художественный фильм, снятый в 1991 году Владимиром Онищенко по повести Фёдора Кнорре (1967).

## Сюжет
В одном большом городе стоял маленький старый цирк. Все дети любили его. Но больше всего они любили весёлого клоуна Коко и его дрессированного поросёнка Персика. Вместе с Коко в цирке работало Чучелище, ненавидевшее клоуна, потому что дети смеялись, глядя на Коко и Персика, и плакали, видя Чучелище.
После очередной неудачной попытки напакостить и помешать выступлению Коко сбежавшее с позором из цирка зловредное Чучелище захватило власть в городе. В его планах — прекратить детство, а всех зверей пустить на чучела. Противостоять ему решаются дети Малыш и Ломтик, клоун Коко со своим поросёнком Персиком и всегда готовый прийти на выручку капитан Крокус.

## В ролях
- Андрюша Онищенко — Ломтик
- Андрюша Емец — Малыш
- Миша Александров
- Филя Марцевич
- Юрий Никулин — камео
- Константин Степанков — Капитан Крокус
- Богдан Бенюк — клоун Коко
- Поросёнок Персик — Персик
- Лев Нерон — Портос
- Сергей Сивохо — Бывалый
- Сергей Гаврилюк — Балбес
- Олег Сиротенко — Трус
- Александр Сентюра — тайный секретарь
- Валерий Свищёв — мэр
- Пётр Панчук — инспектор
- Александр Белина — главнокомандующий
- Елена Ильенко — министр пропаганды
- Михаил Светин — сыщик Тити Ктифф
- Борислав Брондуков — шеф полиции
- Эдуард Марцевич — почётный ростовщик
- Константин Шафоренко — Чучелище, он же Генерал-Кибернатор
- Виктор Андриенко — член Тайного совета / эпизод (нет в титрах)
- Виталий Тараничев — эпизод (нет в титрах)
- Георгий Клюев— эпизод (нет в титрах)

## Съёмочная группа
- Режиссёр-постановщик — Владимир Онищенко
- Оператор-постановщик — Сергей Борденюк
- Художник-постановщик — Виталий Ясько
- Композитор — Людмила Расина
- Дрессура животных:

льва — Николай Сквирский
поросёнка — Габдулхак Гибадуллин
- Трюки исполняли каскадёры: Анатолий Грошевой, Виталий Васильков, Владимир Строкань, Андрей Смирнов, Дмитрий Осмоловский, Александр Ягольницкий, Константин Кищук, Сергей Зубченко
- Автор генерал-кибернаторского языка — Андрей Фёдоров
- В фильме звучали песни на стихи Андрея Фёдорова, Анатолия Навроцкого, Сергея Ступака
- Песни Капитана Крокуса исполнял Евгений Паперный
- Режиссёры: Борис Зеленецкий, Валентин Войко
- Ассистенты режиссёра: В. Домбровский, В. Фомченко, Т. Гуральник
- Оператор: Геннадий Контесов
- Ассистент оператора — С. Сиротский
- Костюмы Н. Турсениной
- Ассистенты художника: Л. Репецкая, М. Маслова
- Грим Ирины Белины
- Ассистент гримёра — О. Богомольникова
- Монтаж: Л. Петренко
- Ассистент монтажёра — Я. Кузьменко
- Комбинированные съёмки:

оператор — О. Пастухов
художник — М. Полунин
Ассистент оператора — Е. Полищук
- Художник-фотограф — О. Оверченко
- Установщик цвета — О. Кучаковская
- Мастер по свету — В. Чернышенко
- Государственный эстрадно-симфонический оркестр УССР

дирижёр — Виктор Здоренко
- Административная группа: Б. Шевчук, В. Комисаренко
- Звукооператор — Юрий Винарский
- Редактор картины — Татьяна Ковтун
- Директор картины — Леонид Перерва

Съёмочная группа благодарит за помощь дирекцию и сотрудников Московского цирка на Цветном бульваре, работников Киевского речного порта, экипаж БТ-211, экипаж вертолёта Бориспольского авиаотряда, сотрудников МВД города Киева, сотрудников музея Киевского государственного университета и Киевского зоопарка.

## Технические данные
- Фильм снят на плёнке Шосткинского п/о «Свема».

## Факты
- Последняя роль Юрия Никулина в кино[1]. Фильм был снят на украинском языке и Никулина переозвучили.